# Codice ATCvet QI04
Il codice ATCvet QI04 "Immunologici per Ovis" è un sottogruppo del sistema di classificazione Anatomico Terapeutico e Chimico, un sistema di codici alfanumerici sviluppato dall'OMS per la classificazione dei farmaci e altri prodotti medici. Il sottogruppo QI04 fa parte del gruppo anatomico QI, farmaci per uso veterinario Immunologici.
Numeri nazionali della classificazione ATC possono includere codici aggiuntivi non presenti in questa lista, che segue la versione OMS.

## QI04A Pecora

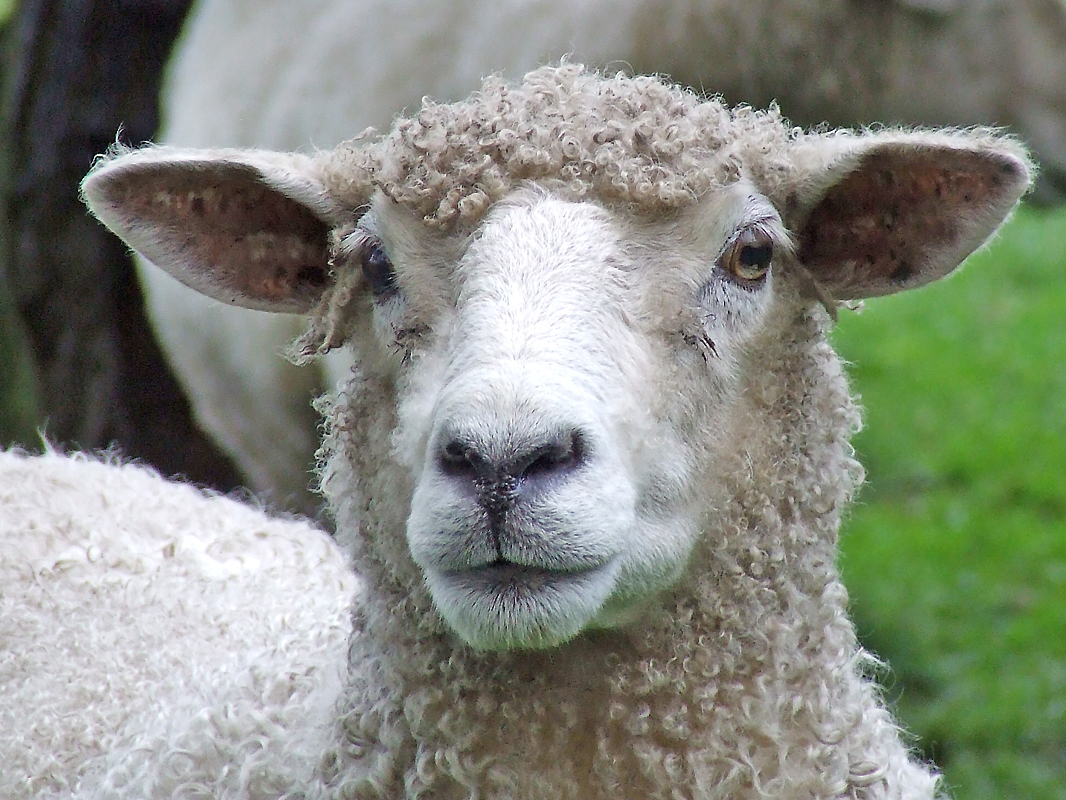
Pecora

### QI04AA Vaccini virali inattivati
QI04AA01 Virus dell'encefalomielite ovina
QI04AA02 Virus della lingua blu

### QI04AB Vaccini batterici inattivati (inclusi mycoplasma, tossoidi e chlamydia)
QI04AB01 Clostridium
QI04AB02 Pasteurella
QI04AB03 Bacteroides
QI04AB04 Escherichia
QI04AB05 Clostridium + pasteurella
QI04AB06 Chlamydia
QI04AB08 Erysipelothrix
QI04AB09 Mycobacterium

### QI04AC Vaccini batterici inattivati e antisieri
Gruppo vuoto

### QI04AD Vaccini virali vivi
QI04AD01 Virus dell'ectima/dermatite pustolosa contagiosa

### QI04AE Vaccini vivi batterici
QI04AE01 Chlamydia
QI04AE02 Listeria
QI04AE03 Mycobacterium

### QI04AF Vaccini vivi batterici e virali
Gruppo vuoto

### QI04AG Vaccini batterici vivi e inattivati
Gruppo vuoto

### QI04AH Vaccini virali vivi e inattivati
Gruppo vuoto

### QI04AI Vaccini virali vivi e inattivati batterici
Gruppo vuoto

### QI04AJ Vaccini vivi e inattivati virali e batterici
Gruppo vuoto

### QI04AK  Vaccini vivi batterici e inattivati virali
Gruppo vuoto

### QI04AL Vaccini inattivati virali  e inattivati batterici
Gruppo vuoto

### QI04AM Antisieri, preparazione di immunoglobuline,  e antitossine
QI04AM01 Pasteurella antisiero
QI04AM02 Clostridium antisiero

### QI04AN Vaccini vivi parassitari
QI04AN01 Toxoplasma

### QI04AO Vaccini inattivati parassitari
Gruppo vuoto

### QI04AP Vaccini vivi fungini
Gruppo vuoto

### QI04AQ Vaccini inattivati fungini
Gruppo vuoto

### QI04AR Preparazioni diagnostiche in vivo
Gruppo vuoto

### QI04AS Allergeni
Gruppo vuoto

### QI04AT Preparazioni del colostro e sostituti
Gruppo vuoto

### QI04AU Altri vaccini vivi
Gruppo vuoto

### QI04AV Altri vaccini inattivati
Gruppo vuoto

### QI04AX Altri immunologici
Gruppo vuoto

## QI04X Ovidae, Altri
Gruppo vuoto